# Tuusula
Tuusula (in svedese Tusby) è un comune finlandese di 40384 abitanti, situato nella regione dell'Uusimaa.

## Società

### Lingue e dialetti
Il finlandese è l'unica lingua ufficiale di Tuusula.
| %     | Ripartizione linguistica (gruppi principali) |
| ----- | -------------------------------------------- |
| 1,6%  | madrelingua svedese                          |
| 95,7% | madrelingua finlandese                       |

## Voci correlate

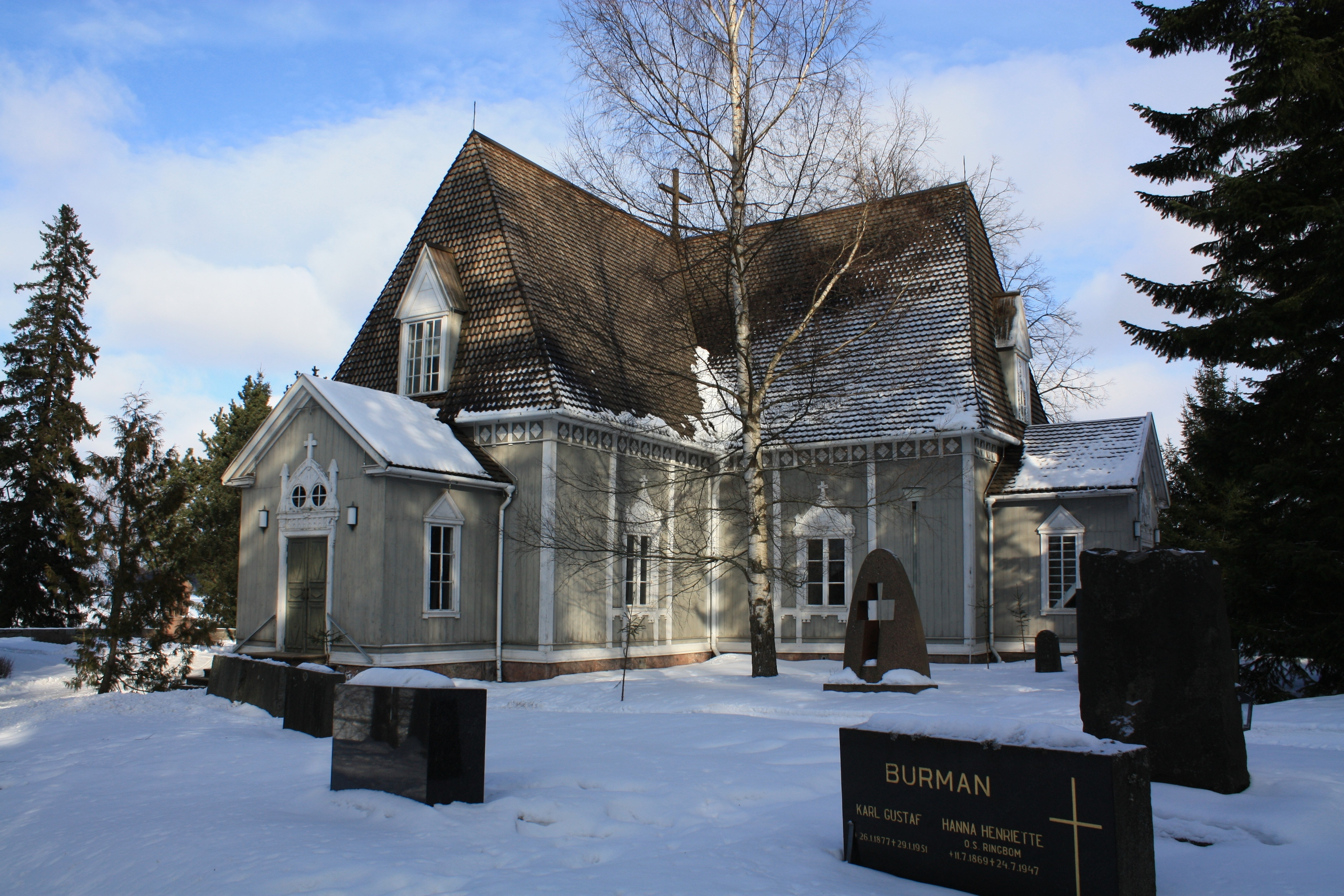
La chiesa lignea di Tuusula, costruita nel 1734.